# Schönleitenmoos im Wierlinger Forst
Das Schönleitenmoos im Wierlinger Forst ist ein 1960 gegründetes Naturschutzgebiet zehn Kilometer südwestlich von Kempten. Es umfasst ein 23 ha großes Hochmoor auf der Wasserscheide zwischen Rhein und Donau (932 m ü. NN) und entstand nach der letzten Eiszeit aus einem Eisrandsee, der sich durch das Abschmelzen von aus den Alpen strömenden Gletschereismassen gebildet hatte. Der See verlandete und entwickelte sich zu einem Flach- und später zu einem Hochmoor. Nordwestlich erstreckt sich das 85,77 ha große Naturschutzgebiet Breitenmoos.

## Pflanzenwelt
Das Schönleitenmoos zeigt einen typischen Übergang vom Fichtenwald am Außenrand über die baumförmige Spirke und die buschförmige Moorföhre (Latschenkiefer) zum Hochmoor mit wassergefüllten Schlenken im Zentrum. Die hier im Spirken-Moorwald wachsende Rostblättrige Alpenrose bildet eine der seltenen außeralpinen Populationen und war ausschlaggebend für die Unterschutzstellung des Gebiets. Der Alpenrosenbestand ist zusätzlich als Naturdenkmal ausgewiesen.
Verschiedene Torfmoos-Arten (Sphagnum cymbifolium, Sph. acutifolium, Sph. medium, Sph. rubellum, Sph. cuspidatum) dominieren den größten Teil des Moors und bedingen den hohen Säuregrad. Zwischen den Torfmoos-Polstern erheben sich die Stängel des Weißen Schnabelrieds (Rhynchospora alba), der Rasenbinse (Trichophorum cespitosum) und des Scheiden-Wollgrases (Eriophorum vaginatum). Unter den zweikeimblättrigen Blütenpflanzen wurden neben der Rostblättrigen Alpenrose insbesondere folgende Arten nachgewiesen:
- Moor-Wachtelweizen, (Melampyrum pratense subsp. paludosum, eine Unterart des Wiesen-Wachtelweizens)
- Rosmarinheide (Andromedea polifolia)
- Moosbeere (Vaccinium oxycoccus)
- Rundblättriger Sonnentau (Drosera rotundifolia)
- Heidekraut (Calluna vulgaris)
- Mittlerer Sonnentau (Drosera intermedia)
- Rauschbeere (Vaccinium uliginosum)
- Heidelbeere (Vaccinium myrtillus)
- Preiselbeere (Vaccinium vitis-idaea)
- Geflecktes Knabenkraut (Orchis maculatus)(?)[2]
- Kleines Zweiblatt (Listera cordata)
- Trollblume (Trollius europaeus)
- Kleiner Klappertopf (Rhinanthus minor)
- Frühlings-Enzian (Gentiana verna)
- Schwalbenwurz-Enzian (Gentiana asclepiadea)

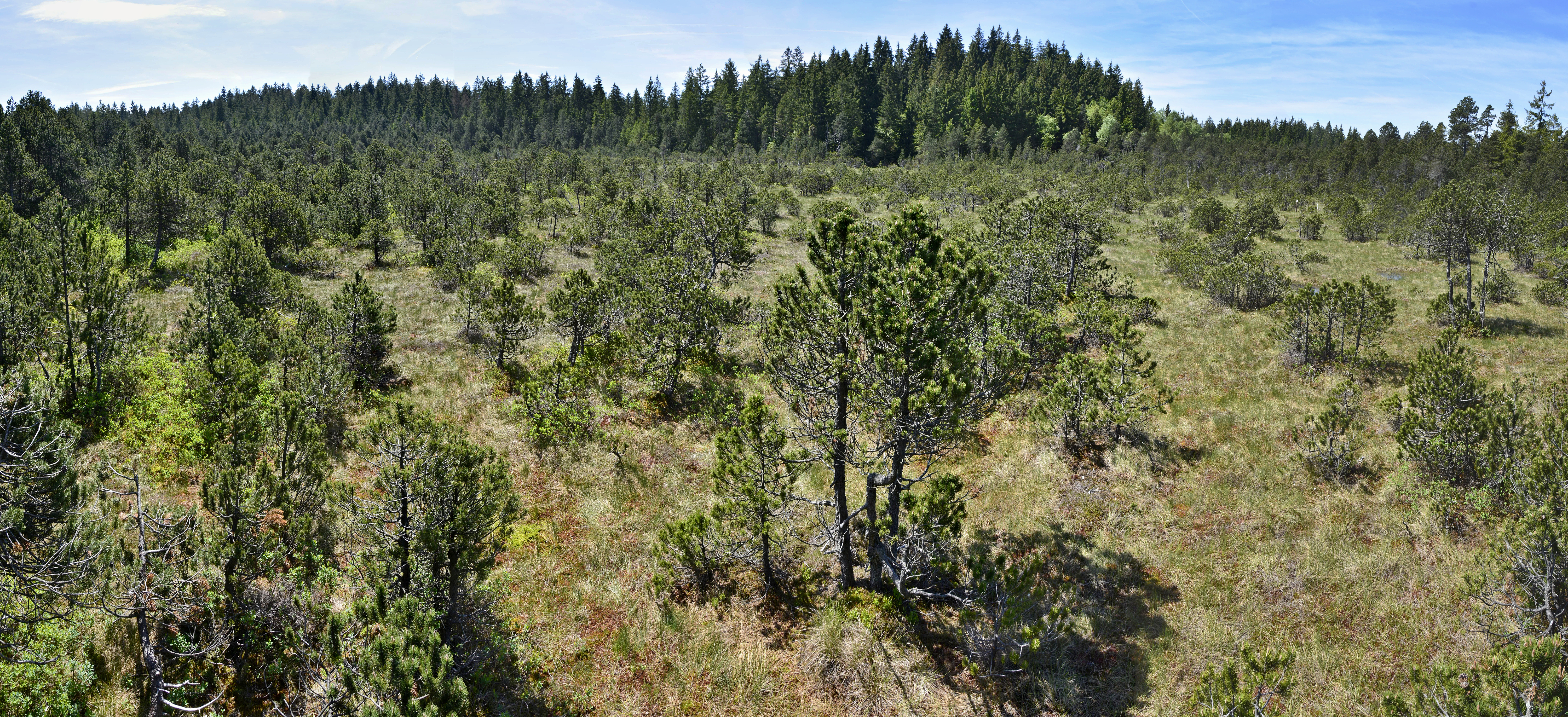
Moorföhren im Schönleitenmoos
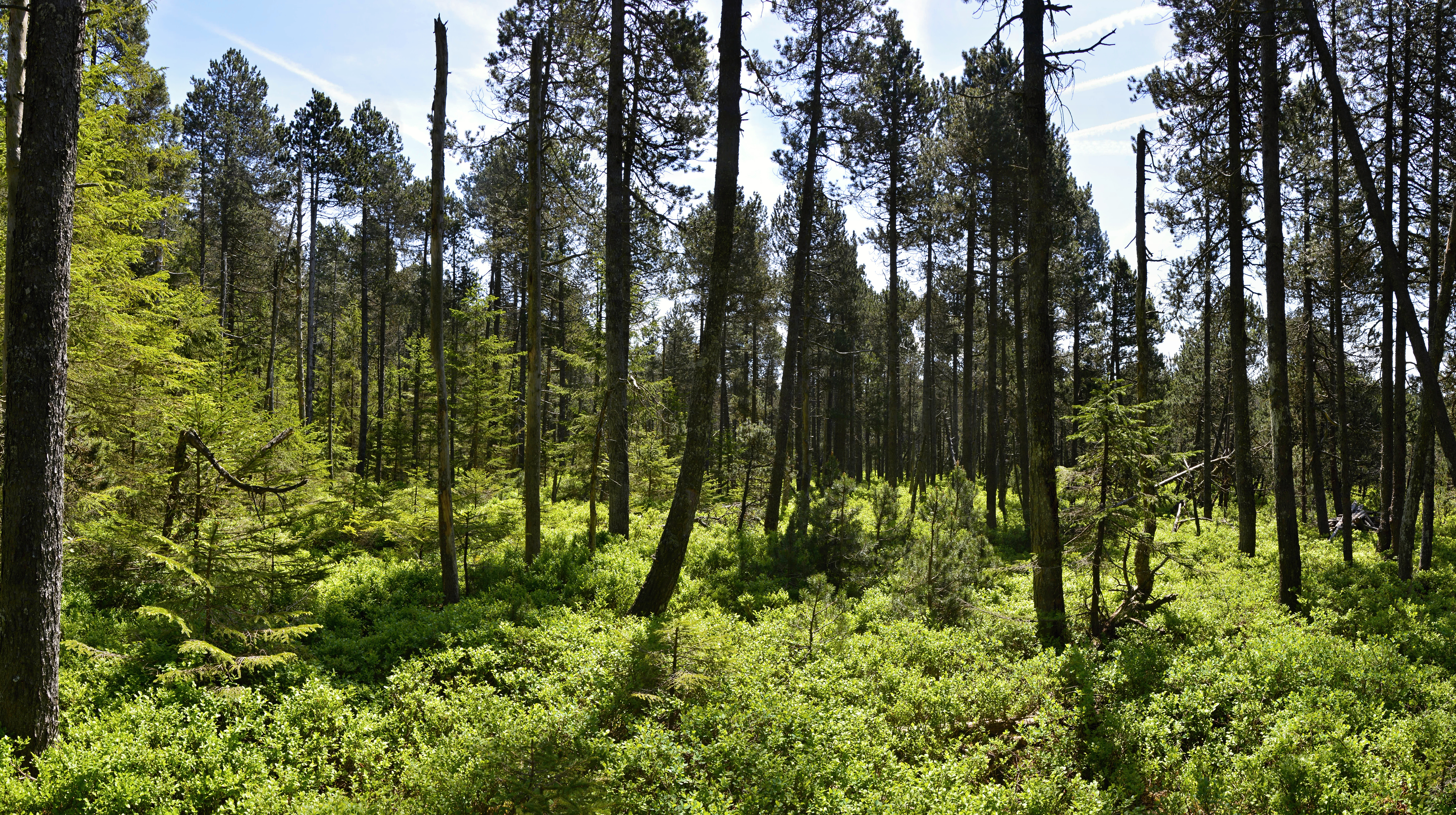
Spirken und Fichten im Waldbereich des Schönleitenmoos
Lage des Naturschutzgebiets